# Jean Vauthier
Jean Vauthier (Brussel, 15 februari 1888 - 15 januari 1980) was een Belgisch bankier en politicus.

## Biografie
Jean Vauthier was een zoon van Maurice Vauthier, liberaal politicus, hoogleraar en minister, een kleinzoon van Alfred Vauthier en een neef van Gustave Vauthier. Hij studeerde rechten aan de Université libre de Bruxelles, waarna hij beroepshalve advocaat werd. 
Hij verliet de advocatuur echter om van 1919 tot 1927 secretaris-generaal van de Bank van Brussel en beheerder van vennootschappen te worden. Vanaf 1928 was hij tevens hoogleraar aan de ULB. Van 1940 tot 1945 was hij revisor van de Banque belge d'Afrique, waarna hij in 1945 voorlopig beheerder werd van de Emissiebank.
Van 1946 tot 1947 was hij als partijloze extraparlementair minister van Financiën in de regering-Huysmans.
Na zijn ministerschap was hij assessor bij de Raad van State (1947-1955), beheerder van de Nationale Maatschappij voor Krediet aan de Nijverheid (1948-1953) en beheerder (1953-1956) en vicevoorzitter (1956) van de Bank van Brussel.